# Ernesto Contreras
Ernesto Contreras (nacido en 1969 en Veracruz, Veracruz ) es un director y guionista mexicano.
Contreras egresó del Centro Universitario de Estudios Cinematográficos de la UNAM . Sus cortometrajes han sido reconocidos con múltiples premios tanto a nivel nacional como internacional, incluyendo el Premio Ariel a Mejor Cortometraje en 2004, por Los no invitados.
En 2007, su primer largometraje, Párpados azules, obtuvo los premios a Mejor Película y Guión Iberoamericano, así como el Premio Mezcal del Jurado Joven en el XXII Festival Internacional de Cine en Guadalajara . Más tarde, fue nominado a la Cámara de Oro en el 60º Festival de Cannes compitiendo en la selección oficial de la 46ª Semana Internacional de la Crítica . En septiembre de ese mismo año, recibió una Mención Especial en el Festival Internacional de Cine de San Sebastián, así como el Premio Nacional de Distinción Universitaria en Creación Artística. En 2008, el Festival de Cine de Sundance y el Festival Internacional de Cine de Miami le otorgaron sendos Premios Especiales del Jurado, y recibió el Premio Ariel de la Academia Mexicana a Mejor Ópera Prima.
En enero de 2017, Contreras recibió el Premio del Público en la categoría de Cine Mundial: Drama en el Festival de Cine de Sundance por su película Sueño en otro idioma .  El 1 de noviembre de 2017, Contreras asumió un mandato de dos años como presidente de la Academia Mexicana de Artes y Ciencias Cinematográficas. Su gestión concluyó en octubre de 2019. 
Paralelamente, produjo y coeditó el largometraje documental Los últimos héroes de la península, del director José Manuel Cravioto, con quien actualmente codirige un documental sobre el 20 Aniversario de la banda de rock mexicana Café Tacvba .

## Filmografía
- Párpados azules (2007)
- Seguir siendo: Café Tacvba (2010)
- La oscura primavera (2014)
- Sueño en otro idioma (2017)
- Cosas imposibles (2021)
- El Último Vagón (película) (2023)

### Cortometrajes
- Sueño polaroid (1997)
- Sombras que pasan (1998)
- Ondas hertzianas (2000)
- Gente pequeña (2000)
- El milagro (2000)
- Los no invitados (2003)

## Premios

### IV Concurso Nacional De Cortometraje- 1998
- IV Concurso Nacional de Cortometrajes
  - El milagro

### Festival de Cine de Guadalajara- 1999
- Mayahuel al Mejor Cortometraje
  - Por Ondas hertzianas

### Festival de Cine de Guadalajara- 2000
- Mayahuel al Mejor Cortometraje
  - Por El Milagro

### Festival Internacional de Cine de Guadalajara– 2007
- Mejor Película Iberoamericana
- Mejor Guión Iberoamericano
- Mejor Película Mexicana, por el Jurado Joven
- Mejor director, guión, actor, actriz y película, según la prensa
  - Por Párpados azules

### Festival Internacional de Cine de Alba - 2008
- Premio Subti y Premio Signis - Gazzetta d'Alba

### Premio Ariel- 2008

#### Ariel de Plata
- Mejor Ópera Prima (Mejor Ópera Prima)
  - Por párpados azules

### Festival Internacional de Cine de Miami- 2008

#### Premio especial del jurado
- - Para párpados azules

### Festival de Cine de Sundance- 2008

#### Premio especial del jurado
- - Para párpados azules

### Festival de Cine de Sundance- 2017

#### Premio del público del cine mundial: Drama
- - Para soñar en otro idioma

## Nominaciones

### Festival de Cine de Cannes- 2007
- Cámara de Oro 60º
  - Para párpados azules

### Festival Internacional de Cine de Tokio- 2007

#### Gran premio
- Para párpados azules